# Ендрю Триджелл
Ендрю Триджелл, також відомий як Тридж (англ. Andrew "Tridge" Tridgell; 28 лютого 1967) — австралійський програміст, відомий як автор і учасник проєкту Samba і співавтор алгоритму Rsync. Також відомий своєю роботою з аналізу складних закритих протоколів і алгоритмів, що дозволила створити сумісні вільні реалізації. Лауреат Free Software Award за 2005 рік.

## Проєкти
Триджелл став головним розробником програмного забезпечення Samba, аналізуючи протокол блоку повідомлень сервера, який використовується для обміну робочими групами та мережевими файлами продуктами Microsoft Windows. Він розробив ієрархічний розподільник пам'яті talloc, який спочатку був частиною Samba.
Для своєї кандидатської дисертації Триджелл розробив rsync, у тому числі й алгоритм rsync, високоефективний інструмент передачі та синхронізації файлів. Він був оригінальним автором rzip, який використовує аналогічний алгоритм rsync. Також він розробив spamsum, що заснований на алгоритмах хешування, чутливих до локалізації.
Є автором KnightCap (шахового движка).
Триджелл відповідав за злам TiVo, щоб змусити його працювати в Австралії, яка використовує формат відео PAL.
У квітні 2005 року спробував створити вільне програмне забезпечення, тепер відоме як SourcePuller, яке взаємодіяло зі сховищем вихідного коду BitKeeper. Це послужило причиною того, що BitMover відкликала ліцензію, що дозволяє розробникам Linux вільно використовувати свій продукт BitKeeper. Таким чином, Лінус Торвальдс, творець ядра Linux, і Триджелл були залучені до публічної дискусії про події, в якій останній заявив, що, не купуючи або не володіючи BitKeeper і, отже, ніколи не погоджуючись на його ліцензію, він не міг порушити її, і аналізував протокол етично, як він зробив це з Samba. Участь Триджелла в проєкті призвела до того, що Торвальдс звинуватив його в брудних трюках з BitKeeper. Триджелл стверджував, що його аналіз почався з простого телетайпу на сервер BitKeeper і набору «helpтекст» .
У 2011 році взяв участь у розробці програмного забезпечення ArduPilot Mega, плати контролера безпілотного літального апарата з відкритим вихідним кодом на базі Arduino, працюючи над записом для UAV Challenge Outback Rescue.
Вважається, що одна з робіт Триджелла призвела до конфлікту спільноти Linux із розробником системи управління версіями BitKeeper і подальшого створення Git і Mercurial.